# البهائية في الكويت
تُشكل البهائية في الكويت أقلية صغيرة جداً بالنسبة إلى عدد السُكان، إذ بلغ عدد البهائيين في الكويت قُرابة 100 بهائي كويتي حسب إحصاء عام 2015. فيما يزيد البهائيون غير الكويتيون أكثر من نُظرائهم الكويتيين في الدولة، ولا يوجد إحصاء رسمي يحدد عددهم. يمارس المواطنون الكويتيون البهائيون كافة حقوقهم من غير تمييز.

## التاريخ
يرجع تاريخ دخول الدين البهائي إلى الكويت إلى العام 1914 حين قدم إليها أحد البهائيين من مصر وعمل مدرّساً في إحدى المدارس الحكومية. ثم في الأربعينات من القرن العشرين ازداد عدد البهائيين وقد جاء أغلبهم من الدول المجاورة كالعراق وإيران واختاروا الاستقرار في الكويت.